# Pigna, Imperia
Pigna là một đô thị ở tỉnh Imperia trong vùng Liguria của Ý, tọa lạc khoảng 110 km về phía tây nam của Gennova và khoảng 30 km về phía tây của Imperia, on the border with France. Tại thời điểm ngày 31 tháng 12 năm 2004, đô thị này có dân số 933 người và diện tích là 53,7 km².
Đô thị Pigna có các frazione (đơn vị cấp dưới) Buggio.
Pigna giáp các đô thị sau: Apricale, Castelvittorio, Isolabona, Rocchetta Nervina, Saorge (France), và Triora.